# Neuronema nyingchianum
Neuronema nyingchianum är en insektsart som först beskrevs av C.-k. Yang 1981.  Neuronema nyingchianum ingår i släktet Neuronema och familjen florsländor. Inga underarter finns listade i Catalogue of Life.